# Deutsche Feldhandball-Meisterschaft der Frauen 1937/38
Die Deutsche Feldhandball-Meisterschaft der Frauen 1937/38 war die fünfte vom Deutschen Reichsausschuss für Leibesübungen (DRL) organisierte deutsche Feldhandball-Meisterschaft der Frauen. Die diesjährige Meisterschaft fand erneut im K.-o.-System zwischen den Meistern der 16 Gauligen statt. Ab der Zwischenrunde fanden die Austragungen der Spiele innerhalb des Deutschen Turn- und Sportfestes 1938 in Breslau statt. Das am 30. Juli 1938 ausgetragene Finale gewann der Vorjahresfinalist Turngemeinde in Berlin gegen den VfR Mannheim mit 4:3 und sicherte sich somit seine erste deutsche Frauen-Handballmeisterschaft.

## Teilnehmer an der Endrunde
| Verein                      | Qualifiziert als                           |
| --------------------------- | ------------------------------------------ |
| SpVgg ASCO Königsberg       | Meister der Gauliga I Ostpreußen           |
| SV Preußen-Borussia Stettin | Meister der Gauliga II Pommern             |
| Turngemeinde in Berlin      | Meister der Gauliga III Berlin-Brandenburg |
| Reichsbahn-SG Breslau       | Meister der Gauliga IV Schlesien           |
| Polizei-SV Dresden          | Meister der Gauliga V Sachsen              |
| Germania-Jahn Magdeburg     | Meister der Gauliga VI Mitte               |
| Eimsbütteler TV             | Meister der Gauliga VII Nordmark           |
| GSB Brinkmann Bremen        | Meister der Gauliga VIII Niedersachsen     |
| Dortmunder SC 95            | Meister der Gauliga IX Westfalen           |
| Stahl-Union 04 Düsseldorf   | Meister der Gauliga X Niederrhein          |
| Kölner BC 01                | Meister der Gauliga XI Mittelrhein         |
| CT Hessen-Preußen Kassel    | Meister der Gauliga XII Hessen             |
| SG Eintracht Frankfurt      | Meister der Gauliga XIII Südwest           |
| VfR Mannheim                | Meister der Gauliga XIV Baden              |
| TV Bad Cannstatt            | Meister der Gauliga XV Württemberg         |
| TV Fürth 1860               | Meister der Gauliga XVI Bayern             |

## Ausscheidungsrunde
| Datum         |                             | Ergebnis  | !Ort                               |
| ------------- | --------------------------- | --------- | ---------------------------------- |
| 16. Juli 1938 | Turngemeinde in Berlin      | 11:1      | Reichsbahn-SG Breslau \|\|Berlin   |
| 16. Juli 1938 | SV Preußen-Borussia Stettin | 1:5       | SpVgg ASCO Königsberg \|\|Stettin  |
| 16. Juli 1938 | Polizei-SV Dresden          | 7:3       | TV Fürth 1860 \|\|Dresden          |
| 16. Juli 1938 | Germania-Jahn Magdeburg     | 6:3       | CT Hessen-Preußen Kassel \|\|Halle |
| 16. Juli 1938 | Stahl-Union 04 Düsseldorf   | 7:3       | Dortmunder SC 95 \|\|Düsseldorf    |
| 16. Juli 1938 | SG Eintracht Frankfurt      | 6:4       | Kölner BC 01 \|\|Frankfurt         |
| 16. Juli 1938 | GSB Brinkmann Bremen        | 4:6 n. V. | Eimsbütteler TV \|\|Bremen         |
| 16. Juli 1938 | VfR Mannheim                | 9:0       | TV Bad Cannstatt \|\|Mannheim      |

## Zwischenrunde
|                           | Ergebnis | !Ort                                |
| ------------------------- | -------- | ----------------------------------- |
| Turngemeinde in Berlin    | 4:1      | SG Eintracht Frankfurt \|\|Breslau  |
| VfR Mannheim              | 11:1     | SpVgg ASCO Königsberg \|\|Breslau   |
| Eimsbütteler TV           | 3:2      | Polizei-SV Dresden \|\|Breslau      |
| Stahl-Union 04 Düsseldorf | 5:0      | Germania-Jahn Magdeburg \|\|Breslau |

## Halbfinale
|                        | Ergebnis | !Ort                                  |
| ---------------------- | -------- | ------------------------------------- |
| Turngemeinde in Berlin | 6:3      | Stahl-Union 04 Düsseldorf \|\|Breslau |
| VfR Mannheim           | 5:1      | Eimsbütteler TV \|\|Breslau           |

## Finale
| Datum         |                        | Ergebnis | !Ort                     |
| ------------- | ---------------------- | -------- | ------------------------ |
| 30. Juli 1938 | Turngemeinde in Berlin | 4:3      | VfR Mannheim \|\|Breslau |